# Seznam obcí v autonomní provincii Bolzano
Toto je seznam 116 obcí Autonomní provincie Bolzano-Horní Adiže v oblasti v oblasti Trentino-Alto Adige. Tučně jsou vyznačena sídla městského typu.

## Seznam
|  | německy                              | italsky                         | ladinsky                                | 2015    |
|  | ------------------------------------ | ------------------------------- | --------------------------------------- | ------- |
|  | Abtei                                | Badia                           | Badia                                   |         |
|  | Ahrntal                              | Valle Aurina                    | Val Ürina                               | 5 968   |
|  | Aldein                               | Aldino                          | Aldén                                   |         |
|  | Algund                               | Lagundo                         | Lagünd                                  | 5 029   |
|  | Altrei                               | Anterivo                        | Nantriaa                                |         |
|  | Andrian                              | Andriano                        |                                         |         |
|  | Auer                                 | Ora                             | Ávüra                                   | 3 648   |
|  | Barbian                              | Barbiano                        | Perbian                                 |         |
|  | Bozen                                | Bolzano                         | Balsan, Bulsan                          | 106 441 |
|  | Branzoll                             | Bronzolo                        | Bransol                                 |         |
|  | Brenner                              | Brennero                        | Brener                                  |         |
|  | Brixen                               | Bressanone                      | Persenon, Porsenù, Barsenun             | 21 535  |
|  | Bruneck                              | Brunico                         | Bornech, Bürnegh                        | 16 109  |
|  | Burgstall                            | Postal                          | Pustàl                                  |         |
|  | Corvara (dříve též Kurfar)           | Corvara in Badia                | Corvara, Curvara                        |         |
|  | Deutschnofen                         | Nova Ponente                    | Nöa Tudesca                             | 3 883   |
|  | Enneberg                             | Marebbe                         | Mareo, Marèb                            |         |
|  | Eppan an der Weinstraße              | Appiano sulla Strada del Vino   | Apiàn in sü la Straa de'l Vin           | 14 775  |
|  | Feldthurns                           | Velturno                        | Veltürn                                 |         |
|  | Franzensfeste                        | Fortezza                        | Furtessa                                |         |
|  | Freienfeld                           | Campo di Trens                  | Turént                                  |         |
|  | Gais                                 | Gais                            | Gàiss                                   |         |
|  | Gargazon                             | Gargazzone                      | Garghessun                              |         |
|  | Glurns                               | Glorenza                        | Gulurns                                 |         |
|  | Graun im Vinschgau                   | Curon Venosta                   | Cüren Venòsta                           |         |
|  | Gsies                                | Casies                          | Gasies                                  |         |
|  | Hafling                              | Avelengo                        | Afelíngh                                |         |
|  | Innichen                             | San Candido                     | Inichen                                 |         |
|  | Jenesien                             | San Genesio Atesino             | Genési                                  |         |
|  | Kaltern an der Weinstraße            | Caldaro sulla Strada del Vino   | Coldee in sü la Straa de'l Vin          | 7 908   |
|  | Karneid                              | Cornedo all'Isarco              | Curnéd                                  |         |
|  | Kastelbell-Tschars                   | Castelbello-Ciardes             | Castelbel-Ciard                         |         |
|  | Kastelruth                           | Castelrotto                     | Castelrut                               | 6 802   |
|  | Kiens                                | Chienes                         | Gen                                     |         |
|  | Klausen                              | Chiusa                          | Giüsa                                   | 5 220   |
|  | Kuens                                | Caines                          | Caína                                   |         |
|  | Kurtatsch an der Weinstraße          | Cortaccia sulla Strada del Vino | Curtasc in sü la Straa de'l vin         |         |
|  | Kurtinig an der Weinstraße           | Cortina sulla Strada del Vino   | Curtina in sü la Straa de'l vin         |         |
|  | Laas                                 | Lasa                            |                                         | 3 993   |
|  | Lajen                                | Laion                           | Lajun                                   |         |
|  | Lana                                 | Lana                            |                                         | 11 929  |
|  | Latsch                               | Laces                           | Lazz                                    | 5 188   |
|  | Laurein                              | Lauregno                        | Làvur                                   |         |
|  | Leifers                              | Laives                          |                                         | 17 700  |
|  | Lüsen                                | Luson                           | Lüsína                                  |         |
|  | Mals                                 | Malles Venosta                  | Màl                                     | 5 162   |
|  | Margreid an der Weinstraße           | Magrè sulla Strada del Vino     | Margree in sü la Straa de'l Vin         |         |
|  | Marling                              | Marlengo                        | Marlíngh                                |         |
|  | Martell                              | Martello                        | Martèl                                  |         |
|  | Meran                                | Merano                          |                                         | 39 461  |
|  | Mölten                               | Meltina                         | Melee                                   |         |
|  | Montan                               | Montagna                        | Víla Muntána                            |         |
|  | Moos in Passeier                     | Moso in Passiria                | Mus in Passiria                         |         |
|  | Mühlbach                             | Rio di Pusteria                 | Mülbach                                 |         |
|  | Mühlwald                             | Selva dei Molini                | Mülvald                                 |         |
|  | Nals                                 | Nalles                          | Nàl                                     |         |
|  | Naturns                              | Naturno                         | Natürn                                  | 5 739   |
|  | Natz-Schabs                          | Naz-Sciaves                     | Nats-Sciab                              |         |
|  | Neumarkt                             | Egna                            |                                         | 5 232   |
|  | Niederdorf                           | Villa Bassa                     |                                         |         |
|  | Olang                                | Valdaora                        |                                         |         |
|  | Partschins                           | Parcines                        |                                         | 3 652   |
|  | Percha                               | Perca                           |                                         |         |
|  | Pfalzen                              | Falzes                          |                                         |         |
|  | Pfatten                              | Vadena                          |                                         |         |
|  | Pfitsch                              | Val di Vizze                    | Ficc                                    |         |
|  | Plaus                                | Plaus                           | Plavüs                                  |         |
|  | Prad am Stilfserjoch                 | Prato allo Stelvio              | Praa                                    |         |
|  | Prags                                | Braies                          | Pragh                                   |         |
|  | Prettau                              | Predoi                          | Predau                                  |         |
|  | Proveis                              | Proves                          | Provèss                                 |         |
|  | Rasen-Antholz                        | Rasun Anterselva                | Rásen                                   |         |
|  | Ratschings                           | Racines                         | Rasín                                   | 4 401   |
|  | Riffian                              | Rifiano                         | Rifian                                  |         |
|  | Ritten                               | Renon                           | Ritan                                   | 7 795   |
|  | Rodeneck                             | Rodengo                         | Rudengh                                 |         |
|  | Salurn                               | Salorno                         | Salurn                                  | 3 758   |
|  | Sand in Taufers                      | Campo Tures                     | Sand in Taufers                         | 5 371   |
|  | St. Christina in Gröden              | Santa Cristina Valgardena       | Santa Cristina Gherdëina                |         |
|  | St. Leonhard in Passeier             | San Leonardo in Passiria        | San Leunard in Passiria                 | 3 582   |
|  | St. Lorenzen                         | San Lorenzo di Sebato           | San Lurens                              | 3 870   |
|  | St. Martin in Passeier               | San Martino in Passiria         | San Martin in Passiria                  |         |
|  | St. Martin in Thurn                  | San Martino in Badia            | San Martin de Tor, San Martino in Badia |         |
|  | Sankt Pankraz                        | San Pancrazio                   | San Pancrassi                           |         |
|  | St. Ulrich in Gröden                 | Ortisei                         | Urtijëi, Urtisej                        | 4 780   |
|  | Sarntal                              | Sarentino                       | Sarent                                  | 7 035   |
|  | Schenna                              | Scena                           |                                         |         |
|  | Schlanders                           | Silandro                        | Selander                                | 6 016   |
|  | Schluderns                           | Sluderno                        |                                         |         |
|  | Schnals                              | Senales                         | Senal                                   |         |
|  | Sexten                               | Sesto                           | Sest                                    |         |
|  | Sterzing                             | Vipiteno                        | Vepeden                                 | 6 849   |
|  | Stilfs                               | Stelvio                         | Stelf                                   |         |
|  | Taufers im Münstertal                | Tubre                           |                                         |         |
|  | Terenten                             | Terento                         | Terent                                  |         |
|  | Terlan                               | Terlano                         | Terlàn                                  | 4 365   |
|  | Tiers                                | Tires                           | Tier                                    |         |
|  | Dorf Tirol                           | Tirolo                          | Tirol                                   |         |
|  | Tisens                               | Tesimo                          |                                         |         |
|  | Toblach                              | Dobbiaco                        | Tüblagh                                 |         |
|  | Tramin an der Weinstraße             | Termeno sulla Strada del Vino   | Tramin in sü la Straa de'l Vin          |         |
|  | Truden                               | Trodena                         | Truden                                  |         |
|  | Tscherms                             | Cermes                          | Scerm                                   |         |
|  | Ulten                                | Ultimo                          | Ültem                                   |         |
|  | Unsere Liebe Frau im Walde-St. Felix | Senale-San Felice               | San Feliz                               |         |
|  | Vahrn                                | Varna                           | Farn                                    | 4 450   |
|  | Villanders                           | Villandro                       | Vilander                                |         |
|  | Villnöß                              | Funes                           | Fülnes                                  |         |
|  | Vintl                                | Vandoies                        | Vündel                                  |         |
|  | Völs am Schlern                      | Fiè allo Sciliar                | Fel in sü 'l Selíar                     | 3 539   |
|  | Vöran                                | Verano                          | Fören                                   |         |
|  | Waidbruck                            | Ponte Gardena                   | Punt al Pascul                          |         |
|  | Welsberg-Taisten                     | Monguelfo                       | Munguelf                                |         |
|  | Welschnofen                          | Nova Levante                    | Nöa Ladina                              |         |
|  | Wengen                               | La Valle                        | La Val                                  |         |
|  | Wolkenstein in Gröden                | Selva di Valgardena             | Sëlva                                   |         |